# Bộ Tư lệnh Tăng Thiết giáp (Bộ Quốc phòng)
Bộ Tư lệnh Tăng Thiết giáp là cơ quan lãnh đạo cao nhất của Binh chủng Tăng-Thiết giáp Quân đội nhân dân Việt Nam, có nhiệm vụ tham mưu, đề xuất cho Quân uỷ Trung ương - Bộ Quốc phòng về thực hiện công tác huấn luyện, kiểm tra, giám sát, xây dựng chính sách đối với lực lượng Tăng thiết giáp trong toàn hệ thống Quân đội nhân dân Việt Nam.

## Quá trình hình thành và phát triển
Trước tình hình nhiệm vụ cách mạng trong giai đoạn mới, Tổng Quân Ủy đã có Nghị quyết cụ thể; đồng thời thông qua hai Kế hoạch 5 năm về nhiệm vụ xây dựng quân đội, Kế hoạch 5 năm lần thứ nhất (1954 - 1959) đề ra phương hướng xây dựng một lực lượng lục quân cách mạng, chính quy và tương đối hiện đại, có nhiều binh chủng chiến đấu và bảo đảm mới, trong đó có binh chủng Tăng Thiết giáp (TTG). Trên tinh thần đó ngày 5/10/1959, Bộ Quốc phòng ra quyết định thành lập trung đoàn xe tăng đầu tiên mang phiên hiệu Trung đoàn xe tăng 202 trực thuộc Bộ Tổng Tư lệnh, với quân số ban đầu là 202 cán bộ và chiến sĩ, biên chế thành 3 tiểu đoàn xe tăng chiến đấu, một đại đội sửa chữa, 1 đại đội công binh, 1 đại đội vệ binh, 1 đại đội huấn luyện, 1 đại đội thông tin và các cơ quan: tham mưu, chính trị, hậu cần, kỹ thuật.
Sự ra đời của Trung đoàn xe tăng 202 là một sự kiện có ý nghĩa lịch sử, đánh dấu bước phát triển mới của quân đội ta trong quá trình xây dựng một lục quân cách mạng, chính quy, hiện đại. Ngày 05/10/1959 trở thành ngày truyền thống của Bộ đội Tăng Thiết giáp.
Ngày 22/6/1965, Bộ Quốc phòng ra Quyết định số 100/QĐ-QP thành lập Trung đoàn Xe tăng 203 và ra Quyết định số 101/QĐ-QP thành lập Bộ Tư lệnh TTG. Nhiệm vụ của Bộ Tư lệnh TTG là lãnh đạo, chỉ huy, xây dựng và quản lý các đơn vị xe tăng, thiết giáp dự bị của Bộ và làm tham mưu cho Bộ về Binh chủng TTG. Sự ra đời của Binh chủng TTG đã đánh dấu bước phát triển mới của Bộ đội TTG và sự lớn mạnh của Quân đội nhân dân Việt Nam, thể hiện sự lãnh đạo sáng suốt của Đảng, chủ trương đúng đắn của Quân ủy Trung ương và Bộ Tổng Tư lệnh nhằm tăng cường sức mạnh của quân đội để có đủ khả năng làm tròn sứ mệnh lịch sử vẻ vang bảo vệ vững chắc thành quả cách mạng xã hội chủ nghĩa ở miền Bắc, giải phóng miền Nam và làm nghĩa vụ quốc tế.
Ngay sau khi thành lập, để thực nghiệm cách đánh của xe tăng trong điều kiện Việt Nam, Binh chủng TTG đã tổ chức nhiều cuộc diễn tập chiến thuật với bộ binh và các đơn vị khác trên các loại địa hình rừng núi, trung du, đồng bằng. Đồng thời với việc xây dựng lực lượng và huấn luyện, Binh chủng TTG đã tích cực tổ chức thực hiện các nhiệm vụ xây dựng và bảo vệ miền Bắc xã hội chủ nghĩa. Ngày 5/8/1967, chấp hành mệnh lệnh của Bộ Quốc phòng, Bộ Tư lệnh TTG đã chỉ đạo Trung đoàn xe tăng 203 thành lập Tiểu đoàn xe tăng 198 (thiếu 1 đại đội), trang bị 22 xe tăng PT-76, hành quân vượt chặng đường 1.350 km vào chiến trường miền Nam.
Trong chiến dịch Đường 9 - Khe Sanh (Quảng Trị) năm 1968, lực lượng TTG lần đầu tiên tham gia chiến đấu binh chủng hợp thành, đánh thắng hai trận then chốt ở Tà Mây và Làng Vây. Đêm 23/01/1968, Đại đội xe tăng 3 được phối thuộc cho Trung đoàn bộ binh 24, Sư đoàn 304 làm nhiệm vụ tiêu diệt cứ điểm Tà Mây. Khoảng 8 giờ sáng ngày 24/01/1968, dưới sự hỗ trợ và chi viện hỏa lực mạnh của xe tăng, bộ binh đã nhanh chóng làm chủ cứ điểm Tà Mây. Trận đánh Tà Mây - Làng Vây là chiến thắng đầu tiên của Bộ đội TTG, khẳng định sức mạnh của bộ đội TTG trong chiến đấu hiệp đồng binh chủng tiến công căn cứ phòng ngự kiên cố của địch, đạt hiệu quả chiến đấu cao.
Sau chiến thắng Tà Mây - Làng Vây, đến hết năm 1971, trên chiến trường Lào, lực lượng TTG Việt Nam tham gia nhiều chiến dịch, phối hợp cùng các binh chủng đánh 29 trận và giành thắng lợi. Từ năm 1971, các đơn vị xe tăng trực thuộc Binh chủng TTG và trực thuộc các quân khu, quân đoàn lần lượt ra đời. Trong cuộc tiến công chiến lược năm 1972, với lực lượng khoảng 10 tiểu đoàn, trang bị 322 xe tăng, xe thiết giáp các loại, lực lượng TTG đã cùng các binh chủng tham gia nhiều chiến dịch, đánh 82 trận, vận dụng nhiều hình thức chiến thuật, phương pháp tác chiến và giành nhiều thắng lợi.
Để đánh bại chiến lược "Việt Nam hóa chiến tranh", từ năm 1973 đến năm 1974, trên chiến trường Nam Bộ, Bộ đội TTG đã tham gia 26 trận chiến đấu, bảo vệ vùng giải phóng và tuyến đường vận tải chiến lược 559...
Cuối năm 1974 đến năm 1975, tình hình chiến trường miền Nam có bước phát triển mạnh mẽ, Bộ Chính trị đã quyết định "tiến hành tổng công kích, tổng khởi nghĩa, tiêu diệt và làm tan rã Ngụy quân, đánh Ngụy quyền từ Trung ương đến địa phương, giành chính quyền về tay nhân dân, giải phóng miền Nam"...
Mở đầu cuộc Tổng tiến công mùa Xuân năm 1975, lực lượng TTG tham gia chiến dịch Tây Nguyên (từ ngày 04 - 25/3/1975) với 16 trận chiến đấu binh chủng hợp thành đánh đòn điểm huyệt mở đầu, giải phóng thị xã Buôn Ma Thuột, góp phần giải phóng Tây Nguyên.
Trong chiến dịch giải phóng Thừa Thiên - Huế, Đà Nẵng, lực lượng TTG với 168 xe tăng thiết giáp các loại cùng các binh chủng khác tiến hành đánh 20 trận; phối hợp với lực lượng tại chỗ giải phóng các tỉnh miền Trung, tập trung lực lượng cơ động "Thần tốc đánh địch mà đi, mở đường để tiến mà kịp".
Trong Chiến dịch Hồ Chí Minh lịch sử năm 1975, Bộ đội TTG đã dẫn đầu năm cánh quân trên cả năm hướng đồng loạt tiến công thần tốc giải phóng Sài Gòn - Gia Định. 10 giờ 45 phút ngày 30/4/1975, hai xe tăng mang số hiệu 843 và 390 dẫn đầu đội hình, húc tung cánh cổng sắt tiến thẳng vào Dinh Tổng thống Ngụy quyền Sài Gòn. Đại đội trưởng Đại đội xe tăng 4 Trung úy Bùi Quang Thận đã cắm lá cờ chiến thắng trên nóc Dinh Độc Lập. Chính ủy Lữ đoàn xe tăng 203 Bùi Văn Tùng là người thay mặt Quân giải phóng tiếp nhận sự đầu hàng của Tổng thống Chính quyền Sài Gòn Dương Văn Minh. Chiến dịch Hồ Chí Minh đã toàn thắng.
Qua 8 năm chiến đấu, từ trận mở đầu ở Tà Mây - Làng Vây cho đến chiến dịch Hồ Chí Minh, tiến công Sài Gòn - Gia Định, giải phóng hoàn toàn Miền Nam, thống nhất đất nước, Bộ đội TTG tham gia 14 chiến dịch, 211 trận chiến đấu. Với ý chí quyết tâm cao, tinh thần chiến đấu dũng cảm, đoàn kết hiệp đồng, Bộ đội TTG đã lập nên những chiến công oanh liệt, góp phần xứng đáng vào chiến thắng chung của cả dân tộc.
Trong thời kỳ đổi mới, Bộ đội TTG tiếp tục phát huy truyền thống "Đã ra quân là đánh thắng", quyết tâm thực hiện thắng lợi mọi nhiệm vụ được giao. Từ cơ quan binh chủng đến các đơn vị TTG toàn quân đều được xây dựng vững mạnh về mọi mặt, sẵn sàng chiến đấu và chiến đấu giành thắng lợi trong điều kiện chiến tranh nhân dân bảo vệ Tổ quốc tương lai (nếu xảy ra).
Binh chủng Tăng Thiết giáp phát huy dân chủ trong xây dựng chính quy và quản lý kỷ luật
Những năm gần đây, ý thức chấp hành kỷ luật của cán bộ, chiến sĩ trong Binh chủng Tăng Thiết giáp (TTG) có sự chuyển biến rõ rệt. Đó là thành công của Binh chủng TTG xuất phát từ một chủ trương đúng: phát huy dân chủ trong tất cả các mặt công tác, các nhiệm vụ để làm cơ sở xây dựng chính quy, quản lý kỷ luật. Tuy nhiên, để đạt kết quả bền vững, toàn Binh chủng TTG cần phát huy mạnh mẽ hơn nữa bài học này và đó cũng là cách tốt nhất để Bộ đội Tăng thiết giáp thấm nhuần lời dạy của Bác Hồ: "Quân đội mạnh là nhờ giáo dục khéo, nhờ có chính sách đúng và nhờ có kỷ luật nghiêm" (1).
Quán triệt và thực hiện Chỉ thị số 917/1999/CT-QP, ngày 22/6/1999 của Bộ trưởng Bộ Quốc phòng về xây dựng đơn vị vững mạnh toàn diện, Binh chủng TTG đã có nhiều biện pháp trong xây dựng chính quy, quản lý kỷ luật. Mặc dù vậy, tình hình chấp hành kỷ luật và nền nếp chính quy của Binh chủng, do nhiều nhuyên nhân, cả khách quan và chủ quan, vẫn chưa có sự chuyển biến vững chắc. Kết quả đó đã ảnh hưởng không nhỏ đến sức chiến đấu của các tổ chức đảng, chất lượng huấn luyện, sẵn sàng chiến đấu (SSCĐ) của Binh chủng. Trước thực tế đó, để đảm bảo cho Binh chủng vững mạnh cả về chính trị, tư tưởng và tổ chức, những năm vừa qua, Đảng ủy, Bộ Tư lệnh Binh chủng TTG chú trọng xây dựng sự đoàn kết, dân chủ trong đơn vị, mà trước hết là thực hiện nghiêm nguyên tắc tập trung dân chủ trong các tổ chức đảng. Trong quá trình sinh hoạt đảng và lãnh đạo, tổ chức thực hiện các nhiệm vụ, Binh chủng luôn chú ý khắc phục biểu hiện hình thức, hữu khuynh trong tự phê bình và phê bình, hoặc độc đoán, mất dân chủ trong lãnh đạo, chỉ huy; đồng thời, phát huy vai trò gương mẫu của cán bộ, đảng viên, nhất là cán bộ chủ trì. Trong công tác giáo dục chính trị, tư tưởng, Binh chủng tích cực đổi mới nội dung, phương pháp giáo dục, bám sát nhiệm vụ được giao kết hợp chặt chẽ với việc thực hiện tốt Quy chế dân chủ ở cơ sở nhằm tạo sự tin tưởng, đoàn kết, thống nhất trong đội ngũ cán bộ và giữa cán bộ với chiến sĩ. Rút kinh nghiệm từ thực tiễn, đội ngũ cán bộ cơ sở trong Binh chủng thường xuyên nắm chắc tư tưởng của cán bộ, chiến sĩ thuộc quyền và thông qua sinh hoạt dân chủ để kịp thời giải quyết những vấn đề bức xúc của từng cá nhân, ngăn ngừa những hành vi tự phát của bộ đội.
Là một binh chủng chiến đấu bằng vũ khí, trang bị kỹ thuật ngày càng hiện đại, thông qua sinh hoạt dân chủ, Đảng ủy, Bộ Tư lệnh Binh chủng TTG xác định xây dựng nền nếp chính quy trong tất cả các mặt công tác có ý nghĩa quan trọng đối với việc hoàn thành nhiệm vụ chính trị. Theo đó, toàn Binh chủng phải thực hiện nghiêm các chế độ quy định, "giờ nào việc nấy" một cách thống nhất ở các cấp, cả trong sinh hoạt, huấn luyện, SSCĐ và lao động sản xuất. Riêng về huấn luyện, do đặc điểm nhiệm vụ SSCĐ, Binh chủng luôn gắn xây dựng chính quy với rèn luyện kỷ luật trong từng khoa mục huấn luyện, từng kíp xe chiến đấu; trong lập kế hoạch, soạn thảo văn kiện, thực hành huấn luyện. Đặc biệt, trong công tác cán bộ, tài chính, thi đua - khen thưởng, Binh chủng thực hiện tốt việc đánh giá, bình bầu, quyết định một cách dân chủ - công bằng - công khai - từ dưới lên trên. Nhờ vậy, thời gian gần đây, hiện tượng đơn thư khiếu nại, tỏ ý kiến bức xúc… trong Binh chủng không còn xảy ra; toàn Binh chủng xây dựng được không khí đoàn kết, tin tưởng giữa cấp dưới với cấp trên, giữa chiến sĩ với cán bộ; số vụ vi phạm kỷ luật thông thường và số vụ vi phạm kỷ luật nghiêm trọng trong năm 2010 và năm 2011 đều giảm mạnh so với trước. Kết quả đó đã làm cho Binh chủng trở thành một trong những đơn vị có ý thức chấp hành kỷ luật tốt nhất trong khối đơn vị trực thuộc Bộ Quốc phòng. Riêng về tổ chức đảng, năm 2011, 100% tổ chức đảng trong Binh chủng đạt trong sạch, vững mạnh, 100% đơn vị đạt vững mạnh toàn diện, tỷ lệ đảng viên hoàn thành tốt nhiệm vụ tăng 3,85% so với năm 2010.
Có thể nói, đạt được kết quả trên có sự đóng góp rất lớn của việc phát huy dân chủ. Để hoàn thành tốt nhiệm vụ, trong thời gian tới, Binh chủng chủ trương tiếp tục phát huy hơn nữa bài học kinh nghiệm này nhằm đưa công tác xây dựng chính quy, quản lý kỷ luật đi vào chiều sâu. Bởi vậy, các cơ quan, đơn vị cần chú trọng làm tốt một số vấn đề sau đây:
Một là, tiếp tục giáo dục bộ đội về tầm quan trọng của việc phát huy dân chủ trong xây dựng chính quy và quản lý kỷ luật.
Kỷ luật là sức mạnh của quân đội. Có duy trì kỷ luật nghiêm minh và nền nếp chính quy mới làm cho Binh chủng trở thành một khối thống nhất, chặt chẽ và đảm bảo cho Binh chủng thực hiện có hiệu quả các nhiệm vụ. Ý thức kỷ luật của bộ đội và nền nếp chính quy trong mỗi quan, đơn vị có sự tác động biện chứng, đồng thời là cơ sở để Binh chủng nâng cao chất lượng huấn luyện và trình độ SSCĐ. Vì vậy, phải chú ý giáo dục cho bộ đội về tầm quan trọng của nhiệm vụ xây dựng chính quy và quản lý kỷ luật. Song, cốt lõi của việc phát huy dân chủ là làm cho tất cả cán bộ, chiến sĩ đồng lòng, nên thay vì giáo dục xuôi chiều, chỉ đơn thuần phổ biến chỉ thị, nghị quyết, lãnh đạo, chỉ huy các cấp cần phải mở rộng dân chủ, tạo mọi điều kiện cho cán bộ, chiến sĩ thuộc quyền tham gia vào quá trình giáo dục và tự giáo dục. Phải lấy những bài học ngay tại đơn vị về vi phạm kỷ luật, mất an toàn trong huấn luyện và trong tham gia giao thông; qua đó, chỉ ra hậu quả của hành vi vô tổ chức, vô kỷ luật, của sự thiếu rèn luyện, hay tác phong đơn giản, thiếu chính quy để tăng tính giáo dục, thuyết phục bộ đội. Trong quá trình thực hiện các nhiệm vụ, cũng như trong sinh hoạt, cán bộ, chiến sĩ phải thẳng thắn ủng hộ cái đúng để nhân rộng, phát huy và để cổ vũ gương "người tốt, việc tốt"; đồng thời, kiên quyết đấu tranh phê phán cái sai, bất kể là ai, đơn vị nào, không có ngoại lệ, thiên vị. Phải khuyến khích mọi quân nhân bày tỏ ý kiến của mình, song cũng giáo dục để các quân nhân thấy được cần phải thể hiện quyền dân chủ một cách có tổ chức, tránh tùy tiện, tránh lợi dụng dân chủ để phê phán với dụng ý xấu. Xuất phát từ đặc thù của Binh chủng, trong quá trình giáo dục, cấp ủy các cấp phải là hạt nhân, là trung tâm đoàn kết; từ đó, xây dựng mỗi xe chiến đấu thành một gia đình nhỏ, xây dựng toàn Binh chủng là một đại gia đình, một "khối thép" thống nhất cả về tư tưởng, ý chí và hành động. Một yếu tố quan trọng nữa là cán bộ, đảng viên phải là những người nghiêm túc nhất trong thực hiện dân chủ, chấp hành kỷ luật, thực hiện chính quy để không chỉ làm gương cho quần chúng, mà còn làm tăng hiệu quả giáo dục xây dựng chính quy, quản lý kỷ luật trong cơ quan, đơn vị.
Hai là, đẩy mạnh dân chủ và thực hiện chính quy trong công tác cán bộ, tài chính, chính sách và thi đua - khen thưởng.
Kết quả xây dựng đơn vị phụ thuộc rất lớn vào hiệu quả của các mặt công tác trên. Thực tiễn ở Binh chủng cho thấy, ở đâu và khi nào, các công tác trên được thực hiện một cách dân chủ, chính quy, thống nhất, chặt chẽ, đúng quy trình, thì ở đó và khi đó, mọi nguyên nhân gây mất đoàn kết, gây nghi kỵ, bức xúc mới được loại trừ.
"Cán bộ là cái gốc của mọi công việc", là vấn đề của mọi vấn đề, do đó, cần đột phá vào thực hiện dân chủ về công tác cán bộ. Thực hiện khâu đột phá này, cấp ủy các cấp phải mở rộng dân chủ thực sự, cả trong cấp ủy và trong đơn vị để lựa chọn, đề xuất bổ nhiệm, tuyển dụng cán bộ chính xác. Sự chính quy trong quy trình bổ nhiệm, tuyển dụng thể hiện ở chỗ, dù là cán bộ cấp nào cũng phải thực hiện đúng nguyên tắc, công khai, dân chủ, khách quan, công tâm, đảm bảo người được bổ nhiệm, tuyển dụng xứng đáng với cương vị được giao nhằm không chỉ phát huy được phẩm chất, năng lực của người đó, mà còn tạo ra sự thuyết phục trong đơn vị.
Muốn thực hiện tốt dân chủ trong công tác tài chính, chính sách, công tác thi đua - khen thưởng hay bất cứ mặt công tác nào thì cán bộ chủ trì phải có biện pháp xây dựng môi trường dân chủ trong cơ quan, đơn vị. Đó là việc tăng cường tổ chức các hội nghị, diễn đàn, hoặc đặt hòm thư góp ý để khuyến khích mọi quân nhân tham gia đề xuất ý kiến, sáng kiến vào việc giải quyết những vấn đề "nóng" hoặc những mâu thuẫn trong đơn vị. Một biện pháp quan trọng khác là thông qua dân chủ để xây dựng quy chế, thực hiện quy chế và giám sát, kiểm tra việc thực hiện quy chế. Quy chế được xây dựng trên cơ sở có sự đồng thuận cao của mọi quân nhân cùng với việc thực hiện quy chế công khai, minh bạch là biểu hiện dân chủ về quyền lợi, tiêu chuẩn, chế độ, chính sách hậu phương quân đội, chế độ bảo hiểm xã hội, chế độ trợ cấp đặc thù của cán bộ, chiến sĩ. Đó là yếu tố quan trọng góp phần tạo sự đoàn kết, ổn định tư tưởng trong cơ quan, đơn vị và đó cũng là một trong những nội dung, yêu cầu của xây dựng chính quy, quản lý kỷ luật nhằm ngăn ngừa những biểu hiện tiêu cực dẫn đến hành vi vi phạm kỷ luật của cán bộ, chiến sĩ.
Ba là, lãnh đạo, chỉ huy các cấp hướng về cơ sở, tạo điều kiện cho cơ sở phát huy dân chủ và phát huy tốt chức trách của mình.
Để thực hiện tốt yêu cầu này, lãnh đạo, chỉ huy các cấp phải luân phiên bám nắm cơ sở, có biện pháp chỉ đạo, giúp đỡ cơ sở; đồng thời, trao đầy đủ quyền cho cơ sở, tạo điều kiện cho cơ sở phát huy dân chủ và phát huy tốt chức trách của mình. Cấp trên, tuy là người quyết định cuối cùng, song cũng phải lắng nghe cấp dưới, tôn trọng quyết định (trên cơ sở sau khi đã thông qua bàn bạc dân chủ) của cấp dưới, tạo niềm tin cho cấp dưới, tránh để cấp dưới rơi vào trạng thái bị áp đặt.
Đối với cơ sở, đến lượt mình, việc phát huy dân chủ trong xây dựng chính quy, quản lý kỷ luật đòi hỏi phải cụ thể, chủ động, tránh ỷ lại cấp trên. Để việc phát huy dân chủ đạt hiệu quả, từng đơn vị cần khai thác "Tủ sách pháp luật" kết hợp tổ chức các diễn đàn để bộ đội nắm và hiểu rõ hơn về pháp luật Nhà nước, Điều lệnh quân đội; nhưng quan trọng hơn, để mọi quân nhân hiểu rõ việc mình phục tùng mệnh lệnh của người chỉ huy là phục tùng tổ chức, tôn trọng người chỉ huy là tôn trọng tổ chức. Mặt khác, mở rộng dân chủ là trách nhiệm của mọi cán bộ, chiến sĩ, không chỉ là để thu thập thông tin, mà là để nêu vấn đề và giải quyết vấn đề nhằm thực hiện thắng lợi các nhiệm vụ được giao. Đó là dân chủ trong đơn vị. Trong quá trình xây dựng chính quy, quản lý kỷ luật, đội ngũ cán bộ là trưởng xe, tiểu đội trưởng, và cán bộ trung đội, đại đội phải tự mình rèn luyện và rèn luyện bộ đội kỷ luật chiến trường, "tác phong công tác chiến trường" ngay trong sinh hoạt, huấn luyện thời bình. Đó là đòi hỏi tất yếu của Bộ đội Tăng thiết giáp để bảo đảm cho bất cứ một xe chiến đấu nào của Binh chủng khi có lệnh cũng bước vào chiến đấu được ngay và chiến đấu thắng lợi.
Việc thực hiện dân chủ rộng rãi không hề làm giảm đi vai trò của lãnh đạo, chỉ huy. Trái lại, càng mở rộng dân chủ thì đơn vị càng đoàn kết, ý thức chấp hành kỷ luật của bộ đội càng được nâng lên, và do đó, người chỉ huy càng có điều kiện để hoàn thành tốt nhiệm vụ, chức trách của mình. Đó là bài học mà lãnh đạo, chỉ huy các cấp cần nắm vững và phát huy mạnh mẽ trong thời gian tới, làm cơ sở cho Binh chủng tiếp tục nâng cao sức mạnh tổng hợp, đáp ứng yêu cầu, nhiệm vụ được giao trong tình hình mới.

## Lãnh đạo
- Tư lệnh: Thiếu tướng Đỗ Đình Thanh
- Chính uỷ: Đại tá Hoàng Văn Lợi
- Phó Tư lệnh-TMT: Đại tá Hồ Viết Trương
- Phó Chính uỷ kiêm Chủ nhiệm Cơ quan Uỷ ban Kiểm tra: Đại tá Nguyễn Thiện Thanh

## Các cục, cơ quan ngang cục trực thuộc
- Văn phòng
- Thanh tra
- Phòng Tài chính
- Phòng Khoa học Quân sự
- Phòng Điều tra hình sự
- Cơ quan Ủy ban kiểm tra - Chủ nhiệm
- Bộ Tham mưu - Tham mưu trưởng: Đại tá Hồ Viết Trương
- Cục Chính trị
- Cục Hậu cầu-Kỹ thuật
- Trường Sĩ quan Tăng - Thiết Giáp
- Phân hiệu miền Nam/ Trường Trung cấp Kỹ thuật Tăng thiết giáp
- Trường Trung cấp Kỹ thuật Tăng Thiết giáp:
- Trường Trung cấp Kỹ thuật Tăng Thiết giáp (khu B)
- Lữ đoàn xe Tăng - Thiết giáp 201
- Lữ đoàn xe Tăng - Thiết giáp 215
- Lữ đoàn xe Tăng - Thiết giáp 202
- Lữ đoàn xe Tăng 22

## Lãnh đạo Bộ Tư lệnh qua các thời kỳ

### Tư lệnh
| STT | Họ tên           | Ảnh         | Thời gian tại chức | Quân hàm cao nhất | Chức vụ cuối cùng  | Ghi chú                              |
| --- | ---------------- | ----------- | ------------------ | ----------------- | ------------------ | ------------------------------------ |
| 2   | NGUYỄN THẾ LÂM   | không khung | 10.1971- 11.1974   | Thiếu tướng       |                    |                                      |
| 3   | ĐÀO HUY VŨ       |             | 12.1974-7.1980     | Thiếu tướng       |                    |                                      |
| 4   | LÊ XUÂN KIỆN     |             | 8.1980- 12.1989    | Thiếu tướng       |                    |                                      |
| 5   | TRẦN DOÃN KỶ     |             | 6.1990- 11.1993    | Thiếu tướng       |                    |                                      |
| 6   | ĐOÀN SINH HƯỞNG  | không khung | 12.1993- 11.2002   | Trung tướng       | Tư lệnh Quân khu 4 | Anh hùng lực lượng vũ trang nhân dân |
| 7   | Lê Xuân Tấu      |             | 12.2002- 5.2005    | Thiếu tướng       |                    | Anh hùng lực lượng vũ trang nhân dân |
| 8   | Vũ Bá Đăng       |             | 6.2005-4.2010      | Thiếu tướng       |                    |                                      |
| 9   | Hoàng Trung Kiên | không khung | 5.2010-2013        | Thiếu tướng       |                    |                                      |
| 10  | Nguyễn Khắc Nam  | không khung | 10.2013-2019       | Thiếu tướng       |                    |                                      |
| 11  | Đỗ Đình Thanh    |             | 11.2019-nay        | Thiếu tướng       |                    |                                      |

### Chính ủy (phó Tư lệnh phụ trách chính trị)
| STT | Họ tên           | Ảnh         | Thời gian tại chức | Quân hàm cao nhất       | Chức vụ cuối cùng                                                      | Ghi chú           |
| --- | ---------------- | ----------- | ------------------ | ----------------------- | ---------------------------------------------------------------------- | ----------------- |
| 1   | LÊ NGỌC QUANG    |             | 1965-1972          | Thượng tá               |                                                                        | Chính ủy đầu tiên |
| 3   | BÙI QUỲ          |             | -1990              | Thiếu tướng             |                                                                        |                   |
| 4   | HOÀNG ĐĂNG HUỆ   | không khung | 1990-1996          | Thiếu tướng             |                                                                        |                   |
| 6   | NGUYỄN HỮU THÌN  |             | 2002-2004          | Thiếu tướng Trung tướng | Chính uỷ Tổng cục Kỹ thuật                                             |                   |
| 7   | NGUYỄN ĐỨC KHIỂN | không khung | 2004-2009          | Trung tướng             | Cục trưởng Cục Tổ chức - Tổng cục chính trị Quân đội nhân dân Việt Nam |                   |
| 8   | NGUYỄN ĐỨC CƯỜNG | không khung | 2009-2012          | Thiếu tướng             | Phó Chính uỷ Học viện Lục Quân                                         |                   |
| 9   | NGUYỄN THANH HẢI | không khung | 2012-12.2014       | Trung tướng             | Phó Chính uỷ Quân khu 3                                                |                   |
| 10  | VŨ MẠNH TRÍ      | không khung | 12.2014-nay        | Thiếu tướng             |                                                                        |                   |
| 11  | Nguyễn Đức Dinh  |             | 5.2019-6.2025      | Thiếu tướng 12.2019     |                                                                        |                   |
| 12  | Hoàng Văn Lợi    |             | 6.2025-nay         | Đại tá                  |                                                                        |                   |